# Breaking the Balls of History
Breaking the Balls of History — десятый студийный альбом американской инди-рок группы Quasi из Портленда (штат Орегон). Он был выпущен 10 февраля 2023 года на лейбле Sub Pop в США. В Европе альбом был выпущен лейблом Domino Records.
В группе играют бывшие супруги Сэмуель Кумс (вокал, гитара, клавишные, бас) и Джанет Вайсс (вокал и ударные, из группы Sleater-Kinney).

## Отзывы
| Совокупная оценка | Совокупная оценка |
| Источник          | Оценка            |
| ----------------- | ----------------- |
| Metacritic        | 82/100            |
| Оценки критиков   |                   |
| Источник          | Оценка            |
| DIY               | [ 2 ]             |
| Exclaim!          | 8/10              |
| Mojo              | [ 4 ]             |
| Pitchfork         | 6.3/10            |
| PopMatters        | 8/10              |
| Uncut             | 9/10              |

Альбом получил положительные и умеренные отзывы музыкальных критиков. Breaking the Balls of History получила 82 балла из 100 на агрегаторе рецензий Metacritic на основе 10 отзывов критиков, что свидетельствует о «всеобщем признании». Uncut назвал её «чистым, дистиллированным Quasi» и отметил, что «все песни Сэма Кумса просто убийственны. […] Джанет Вайс, тем временем, в очередной раз доказывает, что является прекрасной вокальной рамой и, возможно, величайшим рок-барабанщиком». Mojo назвал его «самым едким коктейлем Quasi из мелодичного солнечного попа и чёрно-комедийной лирики». Элвис Тирлвелл из DIY описал его как «шипение, срывающийся с цепи гаражный рок, в равных частях наглый, ликующий и громкий» с треками, которые «приземляются где-то между банальной нелепостью и язвительной искренностью. Замусоренный лирическими поворотами».
Кристофер Дж. Ли из PopMatters считает, что альбом «продолжает неудержимый песенный импульс группы. Неся факел уже три десятилетия, Quasi стали одной из самых долговечных музыкальных коллабораций с Тихоокеанского Северо-Запада, и это пиковый момент в их дискографии. После десяти лет терпения Quasi заслужили свою награду». Exclaim!' Алан Ранта заявил, что Вайсс и Кумбс «никогда ещё не звучали так вместе, более целеустремлённо и волево. Они сделали альбом, который должен был быть сделан». Нина Коркоран из Pitchfork написала, что Quasi «звучат омоложенно и молодо, но они забывают смотреть дальше того момента, который послужил толчком к их возрождению», и отметила, что альбом «имеет размытое качество: мешанина слишком знакомых мыслей, которые никогда не складываются в прорыв».

## Список композиций
| №                   | Название                        | Длительность |
| ------------------- | ------------------------------- | ------------ |
| 1.                  | «Last Long Laugh»               | 3:02         |
| 2.                  | «Back in Your Tree»             | 2:45         |
| 3.                  | «Queen of Ears»                 | 3:06         |
| 4.                  | «Gravity»                       | 3:16         |
| 5.                  | «Shitty Is Pretty»              | 2:48         |
| 6.                  | «Riots & Jokes»                 | 3:40         |
| 7.                  | «Breaking the Balls of History» | 1:09         |
| 8.                  | «Doomscrollers»                 | 4:23         |
| 9.                  | «Inbetweenness»                 | 2:56         |
| 10.                 | «Nowheresville»                 | 2:54         |
| 11.                 | «Rotten Wrock»                  | 3:23         |
| 12.                 | «The Losers Win»                | 3:30         |
| Общая длительность: | Общая длительность:             | 36:00        |